# 悪魔のはらわた
『悪魔のはらわた』（あくまのはらわた、Flesh For Frankenstin）は、1973年のイタリア・フランス合作映画。

## 概要
異常な臓器愛好者であるフランケンシュタイン博士が、男女の人造人間を作り新人類を創造しようとする異色のホラー映画である。
アングラ映画の鬼才と称されるアンディ・ウォーホールが、イタリア映画界のスタッフと組んで発表した作品。監督はポール・モリセイ。主演はウド・キアと、ウォーホール映画のスターであるジョー・ダレッサンドロ。同時期にはほぼ同じスタッフで『処女の生血』が制作されている。
米国などでは3Dで上映された。また、米カルチャーサイトFlavorwireが2015年に行った「史上最高のミッドナイトムービー50本」の一本に本作が選出されている。
映画評論家の淀川長治は本作を高く評価しており、「人間がどれだけ<感覚> <ショック>を目にうったえて表現でき得るかそれをこの監督はためしたのですね。しかし一番の見どころは、グロテスクを心してユーモアをたっぷりで見せていることです」と述べている。また、1977年には淀川が解説担当の映画番組『日曜洋画劇場』で放送が予定されたことがあり、淀川は実際に「十年に一回という嬉しさ」だったというほど熱の入った解説も収録している。だが、その内容から土壇場で放送が中止になり、解説もお蔵入りとなったという。なお、映画の放送自体は後に深夜枠の『ウィークエンドシアター』で行われている。
テレビ放送のため日本語吹替が制作されたが、現在は権利元が音源を紛失している。視聴者の録画が一般公募されたこともあったが見つからなかったため2013年発売のソフトには未収録だった。
その後音源が見つかり、2024年10月2日発売のUHDに初収録されることになった

## あらすじ
フランケンシュタイン男爵は、男女の人造人間を作って交配させて優秀な子孫を残すことを夢見ていた。
あとは性に強い男の首を人造人間に接合するだけという段階に差し掛かったある日、男爵家の使用人であるニコラスは売春宿で三人の娼婦と寝る。
ところが、男爵はニコラスと間違えて友人である同性愛者の首を使ってしまい、交合に失敗する。
一方、男爵の実姉にして妻のカトリンはニコラスと関係を持つも、ケンカ別れをし、男の人造人間がいる地下室に行く。だが、男の人造人間は女の扱い方を知らなかったため、カトリンを強く抱きしめすぎて死なせてしまう。友人の死を知ったニコラスは地下室に行くが、オットーによって囚われの身となる。
だが、オットーは女の人造人間を誤って破壊してしまい、帰ってきた男爵に殺される。
そして、男の人造人間は男爵を殺した後に自殺し、男爵がカトリンとの間にもうけた2人の子どもが地下室に入ってくるところで物語は終わる。

## キャスト
| 役名                     | 俳優                       | 日本語吹替                               |
| 役名                     | 俳優                       | テレビ朝日版                             |
| ------------------------ | -------------------------- | ---------------------------------------- |
| ニコラス                 | ジョー・ダレッサンドロ     | 久富惟晴                                 |
| カトリン                 | モニーク・ヴァン・ヴーレン | 中西妙子                                 |
| フランケンシュタイン男爵 | ウド・キア                 | 井上真樹夫                               |
| オットー                 | アルノ・ジェギング         | 堀勝之祐                                 |
| 女人造人間               | ダリラ・ディ・ラザーロ     | 吉田理保子                               |
| サッシャ/男人造人間      | サージャン・ゼルノビク     | 徳丸完                                   |
| マリカ                   | ニコレッタ・エルミ         | 芝田清子                                 |
| オルガ                   | リュー・ボシジオ           | 吉田理保子                               |
| ビーバ                   | フィオレゥラ・マッセリ     | 渡辺典子                                 |
| ソニア                   | ロジータ・トロッシュ       | 芝田清子                                 |
| 農夫                     | カーラ・マンチーニ         | 芝田清子                                 |
| 日本語版スタッフ         |                            |                                          |
| 演出                     | 演出                       | 山田悦司                                 |
| 翻訳                     | 翻訳                       | 進藤光太                                 |
| 効果                     | 効果                       | PAG                                      |
| 調整                     | 調整                       | 山田太平                                 |
| 制作                     | 制作                       | ザック・プロモーション                   |
| 初回放送                 | 初回放送                   | 1978年11月3日 『ウィークエンドシアター』 |